# Руднянська сільська рада (Броварський район)
Руднянська сільська рада — орган місцевого самоврядування у Броварському районі Київської області з адміністративним центром у с. Рудня.

## Загальні відомості
Історична дата утворення: в 1930 році.
Загальна площа землі в адмінмежах Руднянської сільської ради — 2980,7 га.
Адреса 07430, Київська обл., Броварський р-н, с. Рудня, вул. Шкільна, 22.

## Населені пункти
Сільській раді підпорядковані населені пункти:
- с. Рудня

## Склад ради
Рада складається з 16 депутатів та голови.

### Керівний склад ради
| ПІБ                         | Основні відомості                                            | Дата обрання | Дата звільнення |
| --------------------------- | ------------------------------------------------------------ | ------------ | --------------- |
| Литвиненко Дмитро Федорович | Сільський голова, 1951 року народження, освіта, безпартійний | 26.03.2006   | 10.04.2009      |

Примітка: таблиця складена за даними джерела